# Кубок Брунею з футболу
Кубок Брунею з футболу (Кубок футбольної асоціації Брунею) — футбольний клубний турнір в Брунеї, який проводиться під егідою Футбольної асоціації Брунею.

## Формат
У турнірі беруть участь команди з Суперліги, Прем'єр-ліги, а також команди із районних ліг Брунею. Розіграш кубка проводиться за кубковою системою. У кожному раунді переможець пари визначається за підсумками одного матчу, який проводиться на полі команди, що визначається жеребкуванням.

## Фінали
Команда-переможець виділена жирним.
- 2002 : Віджая 1-0 МС АБДБ
- 2003 : МС АБДБ 3-0 Кота Рейнджер
- 2004 : Бруней ДПММ 0-0 МС АБДБ (дч пен. 3-1)
- 2005/06 : АХ Юнайтед 2-2 МС АБДБ (дч пен. 4-3)
- 2006/07 : змагання не проводились
- 2007/08 : МС АБДБ 1-0 Віджая
- 2008/09 : змагання не проводились
- 2009/10 : МС АБДБ 2-1 КАФ
- 2010/11 : змагання не проводились
- 2011/12 : МС АБДБ 1-0 Індера (дч)
- 2013 : змагання не проводились
- 2014/15 : МС АБДБ 2-0 Наджип
- 2015[1]: Індера 2-3 МС АБДБ
- 2016[2]: Наджип Ай-Тім 0-1 МС АБДБ
- 2017/18: Індера 2–0 МС АБДБ
- 2019: Кота Рейнджер 2–1 МС ПДБ
- 2022: Бруней ДПММ 2–1 Касука
- 2023-24 : змагання не проводились
- 2025: Бруней ДПММ 1–0 Індера

## Титули за клубами
| # | Клуб          | Перемоги |
| - | ------------- | -------- |
| 1 | МС АБДБ       | 7        |
| 2 | Бруней ДПММ   | 3        |
| 3 | Віджая        | 1        |
| = | АХ Юнайтед    | 1        |
| = | Індера        | 1        |
| = | Кота Рейнджер | 1        |